# Odavde do vječnosti (1953.)
Odavde do vječnosti (eng. From Here to Eternity) je američka drama iz 1953. godine koju je režirao Fred Zinnemann. Snimljena je prema istoimenom romanu autora Jamesa Jonesa, a bavi se problemima vojnika koje glume Burt Lancaster, Montgomery Clift, Frank Sinatra i Ernest Borgnine stacioniranih na Havajima u mjesecima prije napada na Pearl Harbor. Glumice Deborah Kerr i Donna Reed pojavljuju se u ulogama žena u njihovim životima.
Film je osvojio čak osam prestižnih filmskih nagrada Oscar (od 13 nominacija) uključujući one u kategorijama najboljeg filma godine, najboljeg redatelja (Zinnemann), adaptiranog scenarija, sporednog glumca (Sinatra) i najbolje sporedne glumice (Reed).

## Glumačka postava
- Burt Lancaster kao prvi narednik Milton Warden
- Montgomery Clift kao vojnik Robert E. Lee Prewitt
- Deborah Kerr kao Karen Holmes
- Donna Reed kao Alma 'Lorene' Burke
- Frank Sinatra kao vojnik Angelo Maggio
- Philip Ober kao kapetan Dana "Dynamite" Holmes
- Mickey Shaughnessy kao desetar Leva
- Harry Bellaver kao vojnik prve klase Mazzioli
- Ernest Borgnine kao vodnik James R. "Fatso" Judson
- Jack Warden kao desetar Buckley
- John Dennis kao narednik Ike Galovitch
- Merle Travis kao Sal Anderson
- Tim Ryan kao narednik Pete Karelsen
- Arthur Keegan kao Treadwell
- Barbara Morrison kao Mrs. Kipfer
- George Reeves kao narednik Maylon Stark
- Claude Akins kao narednik 'Baldy' Dhom
- Alvin Sargent kao Nair
- Joseph Sargent kao vojnik
- Robert J. Wilke kao narednik Henderson
- Carleton Young kao pukovnik Ayres
- Tyler McVey kao major Stern

Autor romana James Jones pojavljuje se u maloj, nekreditiranoj ulozi.

## Produkcija
Legenda kaže kako je Frank Sinatra dobio ulogu u filmu zbog svoje navodne povezanosti s mafijom, a da je upravo ta priča poslužila kao pod-zaplet u filmu Kum. Navedeno je u nekoliko navrata opovrgnuto od strane glumačke postave i ostatka filmske ekipe. Redatelj Fred Zinnemann komentirao je da je "...legenda o odsječenoj konjskoj glavi čista izmišljotina, umjetnička sloboda autora Marija Puza koji je napisao knjigu Kum". Ono što se vjerojatno dogodilo je to da je tadašnja Sinatrina žena, Ava Gardner, nagovorila ženu Harryja Cohna (voditelja studija) da iskoristi svoj utjecaj na njega i uzme Sinatru za film; ova verzija slična je onoj Kitty Kelley u njezinoj biografiji o Sinatri. Sam Sinatra je doslovce bombardirao Cohna s pismima i telegramima u kojima ga moli da glumi lik Maggija, čak potpisujući ista s tim prezimenom (Maggio). Sinatra je od svega profitirao tek nakon što je Eli Wallach, glumac koji je originalno trebao glumiti Maggija, napustio projekt zbog rada na Broadwayju. Sinatra je dobio ulogu na kraju pristavši na puno manju plaću (zaradio je tek 8 tisuća dolara što je predstavljalo puno manje od 130 tisuća dolara koliko je dobio za film Anchors Aweigh). 
Sinatrina audicija upotrebljena je u finalnoj verziji filma; scena je uključivala njegovu improvizaciju s maslinama za koje se pretvarao da su kocke.
Joan Crawford i Gladys George dobile su ponude za uloge, ali je redatelj odbacio George budući je ulogu htio dati glumici koja nije bila tipična dok je Crawford zahtijevala da ju snima vlastiti kamerman što je studio dovelo do odabira Deborah Kerr.
Poprilično eksplicitan materijal iz romana morao je biti izbačen iz filma kako bi se zadovoljilo cenzore za vrijeme u kojem je film snimljen. Na primjer, u jednoj od najpoznatijih scena u filmu (onoj na plaži) puno je manje očitije da likovi koje glume Kerr i Lancaster vode ljubav nego što je to u samom romanu ili u mini-seriji snimljenoj 1979. godine. Također su za potrebe filma izbačeni dijelovi u kojima je Maggio žigolo kao i oni koji opisuju noćni homoseksualni život Waikikija.
Navodno su se za vrijeme snimanja filma glumci Lancaster i Kerr nalazili u vezi (u filmu također glume ljubavnike).
Također je godinama kružila glasina da je uloga glumca Georgea Reevesa, koji je glumio narednika Maylona Starka, drastično smanjena u montaži nakon što ga je publika na pretpremijernoj projekciji prepoznala kao televizijskog Supermana. Ova anegdota jedna je od tema filma Hollywoodland. Međutim, redatelj Zinnemann ostao je pri tome da su sve njegove scene zadržane nedirnute kao i pri tome da nikad nisu održane pretpremijerne projekcije.
Američka vojska suzdržavala se od suradnje s produkcijom filma (većina filma snimljena je na mjestu na kojem se i odvija radnja filma - u barakama Schofield, na Havajima) sve dok producenti nisu pristali na nekoliko modifikacija, prvenstveno na studbinu kapetana Holmesa. Brojne barake u kojima se snimao film i danas su netaknute te se u njima i dalje nalazi aktivna vojska. U filmu, kao i u knjizi bar i restoran kojeg zovu Choy's, a u kojem se odvija scena tučnjave u filmu i u kojem knjiga započinje svoju radnju, zove se Kemo'o (izvora se "kay-moe-o" na havajskom narječju) Farms Bar and Grill. Ime Choy's odabrao je James Jones u spomen na glavnog kuhara Kemo'o Farmsa. Kemo'o Farms and Grill i dalje radi i usko je vezan za barake Schofield, a legendaran je po tome što su u njemu objedovali glumci i filmska ekipa, pogotovo Sinatra.
Dvije pjesme izvedene u filmu posebno su ostale upamćene: "Re-Enlistment Blues" i "From Here to Eternity" autora Roberta Wellsa i Freda Kargera.

## Nagrade

### Oscar
Film Odavde do vječnosti nominiran je u čak 13 kategorija za prestižnu filmsku nagradu Oscar, a osvojio ih je 8 čime se izjednačio s dotadašnjim rekorderom Zameo ih vjetar:
- Najbolji film
- Najbolji redatelj (Fred Zinnemann)
- Najbolji scenarij (Daniel Taradash)
- Najbolji sporedni glumac (Frank Sinatra)
- Najbolja sporedna glumica (Donna Reed)
- Najbolja montaža (William A. Lyon)
- Najbolja crno-bijela kamera (Burnett Guffey)
- Najbolji zvuk (John P. Livadary)
- Najbolji glavni glumac (Burt Lancaster)
- Najbolji glavni glumac (Montgomery Clift)
- Najbolja glavna glumica (Deborah Kerr)
- Najbolja crno-bijela kostimografija (Jean Louis)
- Najbolja originalna glazba (John P. Livadary)

William Holden koji je te godine osvojio nagradu Oscar u kategoriji glavne muške uloge za film Stalag 17 smatrao je da je Lancaster trebao pobijediti. Sinatra je kasnije komentirao da smatra da je njegova uloga ovisnika o heroinu Frankiea Machinea u filmu Čovjek sa zlatnom rukom puno više zaslužila nagradu Oscar nego uloga Maggija.

### Zlatni globus
Film Odavde do vječnosti bio je nominiran u tek dvije kategorije za nagradu Zlatni globus, ali je u obje proglašen pobjednikom:
- Najbolji redatelj - Fred Zinnemann
- Najbolji sporedni glumac - Frank Sinatra

### Ostale nagrade
Osim navedenih, film Odavde do vječnosti još je osvojio i posebnu nagradu na filmskom festivalu u Cannesu. Udruženje filmskih kritičara New Yorka proglasilo ga je filmom godine, Freda Zinnemanna redateljem godine, a Burta Lancastera najboljim glumcem. Američko udruženje redatelja Freda Zinnemanna je proglasilo najboljim redateljem, dok je udruženje scenarista proglasilo scenarij filma najboljim te godine. U anketi Američkog filmskog instituta iz 1998. godine film je stavljen na 52. mjesto najboljih filmova svih vremena.

## Vanjske poveznice
- Odavde do vječnosti u internetskoj bazi filmova IMDb-a